# Чернолобый прыгун
Чернолобый прыгун (лат. Callicebus nigrifrons) — вид приматов семейства Саковые.

## Описание
Этот вид входит в одну группу с Callicebus melanochir, Callicebus barbarabrownae, Callicebus personatus и Callicebus coimbrai. Шерсть на голове чёрная от лба до линии ушей, цвет шерсти на задней части головы варьирует от коричневого до оранжевого. Грудь светло-коричневая, уши чёрные, хвост оранжевый. От C. melanochir и C. barbarabrownae отличается чёрным окрасом передней части головы, от C. personatus чёрной макушкой и светло-коричневой грудью, от C. coimbrai светло-коричневой шерстью на боках и груди.

## Поведение
Как и остальные прыгуны, этот вид всеяден, в рационе листья, фрукты, мелкие животные. Образует небольшие семейные группы, каждая группа достаточно агрессивно защищает свою территорию.

## Распространение
Встречается в лесах на побережье Атлантического океана. Населяет как первичные, так и вторичные леса.